# Троицкий Данилов монастырь
Свя́то-Тро́ицкий Дани́лов монастырь — мужской монастырь Переславской епархии Русской православной церкви в Переславле-Залесском Ярославской области России.

## История
Основатель монастыря — инок Переславского Никитского монастыря Даниил († 7 апреля 1540), духовни́к великого князя Василия III. Среди его учеников, живших в обители, был святой Герасим Болдинский, впоследствии основатель Троицкого Болдина монастыря.
В 1530—1532 годах в честь рождения великокняжеского наследника — будущего Ивана Грозного — в монастыре был возведён Троицкий собор; старец Даниил стал, согласно летописному известию, восприемником (крёстным отцом) ребёнка.
Обитель пострадала в Смутное время: «Въ Переславлѣ стояли Польскіе и Литовскіе люди, Сапѣга съ товарищи, монастырь выжгли и храмы разорили, и монастырскія жалованныя грамоты, и вотчинныя крѣпости, изодрали», — записано в грамоте царя Михаила Фёдоровича в Данилов монастырь от 7123 года (1615). Значительный ущерб был нанесен и монастырским вотчинам: крестьяне убиты, дома разграблены.
С XVII века основатель обители инок Даниил чтится Русской церковью в лике преподобных (память — 7 апреля по Юлианскому календарю). Его мощи, обретённые в 1652 году, открыто почивали в Троицком соборе монастыря. Церковное почитание преподобного Даниила привлекло к монастырю внимание паломников.
Разбогатевшая обитель была заново отстроена во второй половине XVII века. Крупнейшим благотворителем стал дипломат боярин Иван Барятинский, который пожертвовал обители свыше 20 тысяч рублей и был погребён у северной стены настоятельских покоев в 1701 году. Троицкий собор был во второй половине XVII века расписан артелью костромского изографа Гурия Никитина.
Похвалинская церковь с трапезной палатой и настоятельскими покоями, выстроенная в 1695 году, выделяется необычными архитектурными формами.
В 1667—1669 годах настоятелем обители был раскаявшийся идеолог церковного раскола Григорий Неронов, похороненный на паперти собора. В начале XVIII столетия монастырём управлял Варлаам Высоцкий — духовник царевны Натальи Алексеевны, цариц Екатерины Алексеевны и Анны Иоанновны.
С 1753 по 1788 год в монастыре помещалась Переславская духовная семинария; с 1788 года — Переславское духовное училище.
В 1784 году над ракой преподобного Даниила поставлена новая вызолоченная сень, тогда же был сделан новый нижний ярус иконостаса в Троицком соборе (за 300 руб.), написаны иконы на Царских вратах и праздники. В 1780 г. епископ Феофилакт (Горский) поручил архимандриту Иосифу (Быкову), «сообразуя мысли свои священному писанию, не отступая от благопристойной важности славянского штиля» исправить службу преп. Даниилу, в которой ранее обнаружились несоответствия житию. Новый текст получил одобрение епископа и Свт. Синода.
С 1764 до 1918 год монастырь имел статус второклассного Владимирской и Суздальской епархии.
В XVIII веке на монастырской территории располагалась городская духовная семинария, а позже — училище.
Закрыт и осквернён в 1923 году. В годы советской власти на его территории разместили машинно-тракторную станцию, в 1945 году — лагерь для немецких военнопленных и учебную воинскую часть.
Церковные богослужения были возобновлены в монастырских стенах в 1995 году.

## Владения

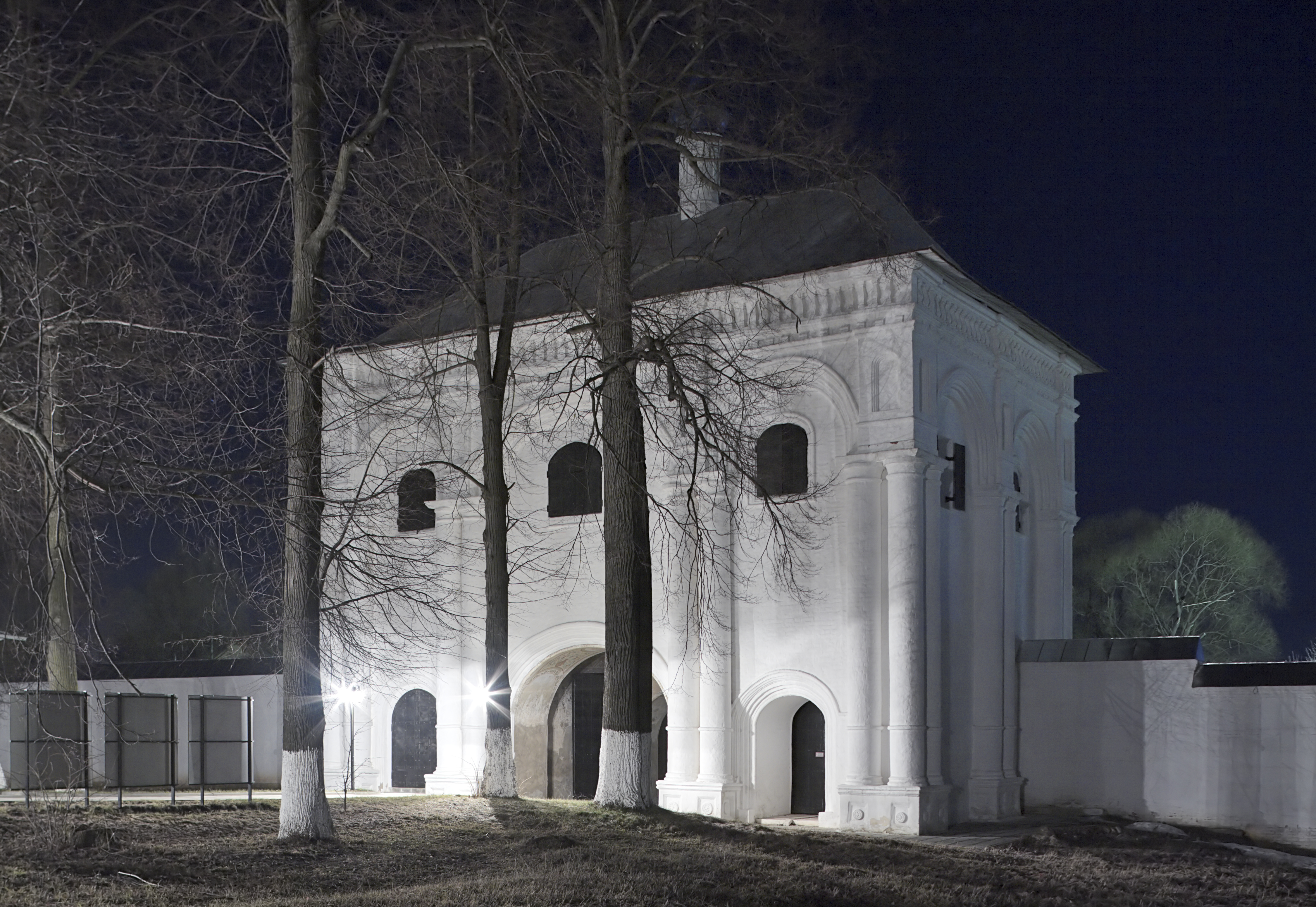

Монастырь был крупным феодалом, во владениях его было «много» сёл, деревень и людей.
В 1646 году, после Смутного времени, разорённый монастырь владел 335 дворами и 792 мужскими душами крестьян. К 1678 году монастырь владел 451 двором с живущими в них людьми. К 1701 году монастырь владел 751 двором и около 3000 мужских душ крестьян. В 1749 году (по 2-й ревизии) монастырь владел 3043 душами мужского пола. В 1754 году монастырь владел 3173 душами мужского пола.
Монастырские сёла и деревни: Бакшеево, Бибирево, Большая Брембола, Будовское, Григорово, Загорье, Кичибухино, Купанское (под именем Усолье), Луговая слобода,
Любимцево, Романово на Рокше, Рушиново, Савельево, Самарово, Сарево, Твердилково, Троицкое, Даниловская слободка.

## Архитектурные памятники
Самой первой каменной постройкой монастыря был Троицкий собор (1530 г.). Для его строительства был приглашен известный ростовский зодчий Григорий Борисов. Он привел с собой мастеров, из которых до наших дней дошли имена Третьяка Борисова и Пахомия Горяинова.
В 1660 году к Троицкому собору над погребением основателя монастыря преподобного Даниила пристроили небольшой храм. И эта одноглавая церковь составила ансамбль с массивным собором.
Двумя годами позже внутренние помещения собора начала расписывать артель костромских и ярославских живописцев, возглавляли которую Сила Савин и Гурий Никитин. В связи с большим количеством заказов от царского двора они завершили роспись примерно в 1668 году. Некоторые фрески этих мастеров сохранились, например, изображение Спаса Вседержителя на соборном куполе или сцена Страшного Суда. В 1689 году к Даниловскому приделу зодчие, приглашенные из Костромы, пристроили шатровую колокольню.
С востока от главного собора расположена небольшая церковь Всех Святых (1687 г.). Этот каменный храм возвели на месте самой первой деревянной церкви монастыря. Каменную церковь венчает главка на высоком барабане, украшенном рядом кокошников. Первоначально её построили при больнице. Но больничное здание до наших дней не дошло.
В юго-восточной части монастыря стоит церковь Похвалы Божией Матери (1695 г). Его отличают резные капители и наличники, декоративные «раковины» и колонки. На втором этаже этого храма расположена Трапезная палата.
Последним каменным храмом монастыря является надвратная церковь Тихвинской иконы Божией Матери (1889 г.). Она венчает Святые Врата, сделанные в каменной монастырской ограде. Раньше над этими массивными воротами стояла церковь, построенная в 1700—1702 годах.

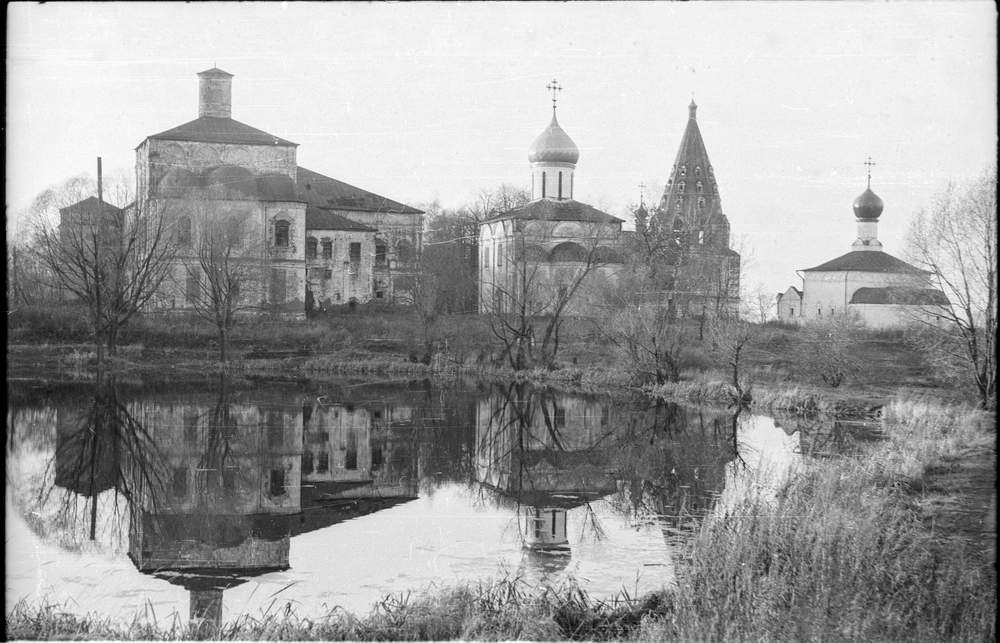
Данилов монастырь в 1994 году

## Некрополь
- Иван Петрович Барятинский
- Григорий Неронов, архимандрит
- Александр Иванович Свирелин

Кладбище не сохранилось. Могильные памятники расставлены по геометрическому порядку.

## Примечании
1. ↑  Полное собрание русских летописей. — СПб., 1913. — Т. 21. Ч. 2. Книга степенная царского родословия. — С. 607.
2. ↑  Дмитриев Г.С. Епископ Феофилакт (Горский). С.197
3. ↑  Иванов К. И. Грамота царя Ивана Васильевича IV Грозного // Коммунар. — 1962. — 18 марта.
4. ↑  Свирелин А. И. Переславский Троицкий Данилов монастырь // Владимирские губернские ведомости. 1905. № 47.
5. ↑  Свирелин А. И. О разорении Переславского Данилова монастыря и вотчин его поляками и литовцами // Чтения в Императорском Обществе истории и древностей Российских. — 1859. — Т. 2. — С. 1—5.
6. ↑  Добронравов В. Г. История Троицкого Данилова монастыря в г. Переславле-Залесском. — Сергиев Посад, 1908. — С. 78.
7. ↑  Там же, с. 96.
8. ↑  Там же, с. 111.
9. ↑  Свирелин А. И. Переславский Троицкий Данилов монастырь // Владимирские губернские ведомости. 1905. № 49.